# ميناموتو نو يوريماسا
ميناموتو نو يوريماسا (باليابانية: 源 頼政، بالروماجي: Minamoto no Yorimasa)، (وفاة 1180)، شاعر ياباني معروف وقائد عسكري خدم تحت إمرة ثمانية أباطرة مختلفين خلال حياته المهنية، كما شغل العديد من المناصب منها منصب «هيوغو نو كامي؛رئيس الترسانة» وزعيم لقبيلة ميناموتو، قاد قوات ميناموتو في بداية حرب غينبيه.

## سيرته
في الصراع الذي حدث بين قبيلتي ميناموتو وتايرا الذي استمر لعقود حاول يوريماسا الإبتعاد عن الساحة السياسية ورفض أن ينحاز لأي جانب، لكنه ما لبث أن شارك في تمرد هوغين [الإنجليزية] عام 1156، وكان لفترة من الوقت صديقاً لكيوموري زعيم قبيلة تايرا، وأثناء تمرد هيجي [الإنجليزية] عام 1160 قاتل إلى جانب قوات تايرا حيث تمكنوا من الإطاحة بحكم ميناموتو، لكن وبعد إعتزاله الخدمة العسكرية لدى تايرا في 1179 غير موقفه وعاد إلى قبيلة ميناموتو، ثم إعتكف في دير بوذي.
في مايو 1180، لجأة الأمير موتشيهيتو الذي رأى نفسه أحق بالسلطة الإمبراطورية إلى يوريماسا للوقوف معه ضد تايرا التي كانت تحاول تنصيب إمبراطور ينتمي إليها لتنفرد بالحكم، فأرسل يوريماسا نداء إلى كافة قوات ميناموتو في اليابان، وكذلك إلى الرهبان المحاربين [الإنجليزية] في معبد مي-ديرا [الإنجليزية] المتضررين مسبقاً من كيوموري، لحماية معبد بيودو-ين [الإنجليزية] حيث إحتمى الأمير موتشيهيتو من قوات تايرا التي تطارده، تجمعت قوات ميناموتو ومن ساندها من الرهبان قرب نهر أوجي وحطموا أجزاء من الجسر الواصل بين الضفتين لمنع قوات العدو من العبور، قاد القوات يوريماسا بنفسه لكنه خسر في وجه تايرا وإنسحب إلى بيودو-ين [الإنجليزية]، قام هناك بالإنتحار بالهاراكيري غسلاً للعار الذي لحق به من خسارته المعركة ويقال بأن بعد موته أخذ أحد افراد حاشيته رأسه وربطه بحجر ثم ألقاه في نهر أوجي لكي لا يقع في أيدي قوات تايرا ومنعاً من العثور عليه.
يعتبر موقفه هذا أقدم حالة مسجلة لإنتحار ساموراي غسلاً لعار الهزيمة الذي لحق به، على الرغم من أن ميناموتو نو تاميتومو [الإنجليزية] الذي توفي 1170 قبل يوريماسا بعشر سنوات، قد يكون إنتحر بهذه الطريقة أيضاً.
تذكر عنه الأساطير أيضاً بأنه كان رامي سهام محترف تمكن من إسقاط اليوكاي نويه [الإنجليزية].
كما أن يوريماسا هو والد الشاعرة نينجوين نو سانوكي [الإنجليزية].